# هوندا 70
هوندا 70(بالإنجليزية: Honda 70)‏ هي دراجة نارية من تصنيع هوندا.